# The Asia Foundation
A.S.I.A (укр. Асоціація Інтернаціональної Солідарності з Азією; англ. Association for International Solidarity in Asia) — міжнародна неурядова благодійна організація, яка працює над збереженням культурної спадщини Тибету та малих народів Азії.

## Історія створення
Історія A.S.I.A. тісно пов'язана з професором Чог'ял Намкая Норбу, вчителем Дзогчен, великого знавця тибетської історії, культури та філософії.
Під час ряду експедицій у 1978 році до Індії, Непалу та в 1981 році до Тибету, професор Чог'ял Намкай Норбу та група його учнів були глибоко вражені важкими економічними і соціальними умовами життя людей, а також різким занепадом традиційної мови і культури; під впливом побаченого вирішили створити благодійну організацію, яка б змогла надавати підтримку та допомогу в збереженні тибетської культури, економічній та соціальній підтримці, культурному розвитку тибетців, які все ще знаходяться в Китаї, та біженцям  - в Індії та Непалі. У 1988 році асоціація міжнародної солідарності в Азії була офіційно заснована.

## Основна діяльність та принципи організації
- Повага до місцевих культурних традицій та необхідності їх збереження;
- Дбайливе ставлення до довкілля (A.S.I.A. використовує біоархітектуру, центри переробки, збирання дощової води і намагається поширити принципи захисту навколишнього середовища серед місцевого населення);

## Основні завдання організації
- надання дітям-сиротам допомоги в отриманні освіти;
- покращення стану охорони здоров'я;
- надання допомоги потерпілим від стихійних лих;
- сприяння розвитку розведення великої рогатої худоби, щоб допомогти кочовим народам досягти економічної самостійності;
- охорона місцевої культурної спадщини;
- поширення знання та поваги до інших культур.

З 1993 року і до сьогодні A.S.I.A. здійснила понад 150 проектів розвитку, допомоги та дистанційного спонсорства в Тибеті, Китаї, Індії, Непалі, Шрі-Ланці. В Італії та Європі A.S.I.A. працює разом зі школами, університетами та місцевою владою, організовуючи виставки та конференції з привернення уваги до ситуації меншин на Азійському континенті.